# Ochthera nigricoxa
Ochthera nigricoxa är en tvåvingeart som först beskrevs av Cresson 1938.  Ochthera nigricoxa ingår i släktet Ochthera och familjen vattenflugor. Inga underarter finns listade i Catalogue of Life.